# Ороктой (река)
Орокто́й — река в Чемальском районе Республики Алтай. Устье реки находится в 247 км по левому берегу реки Катунь. Истоки располагаются на склонах Семинского хребта, массив безымянной вершины 2042 м. Длина реки составляет 13 км.
На реке расположено единственное одноимённое село Ороктой, в 5 км от устья. Высота устья — 490 м над уровнем моря. Высота истока — 1900 м над уровнем моря.

## Притоки

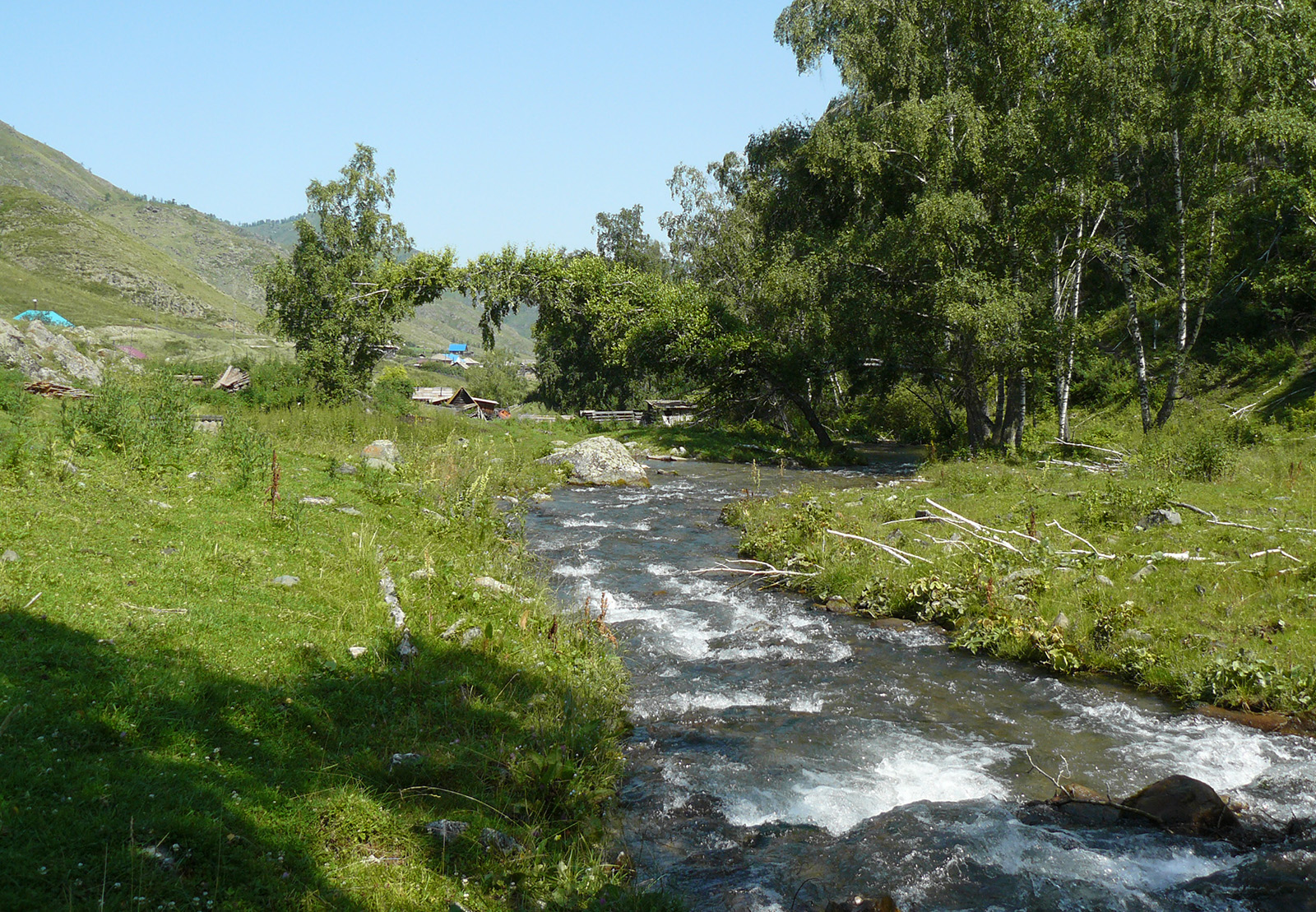
Река Ороктой близ одноимённого села

- Карасу (лв)
- Агайры (лв)
- Мергинсу (пр)

## Данные водного реестра
По данным государственного водного реестра России относится к Верхнеобскому бассейновому округу, водохозяйственный участок реки — Катунь, речной подбассейн реки — Бия и Катунь. Речной бассейн реки — (Верхняя) Обь до впадения Иртыша.